# Nietneria paniculata
Nietneria paniculata är en enhjärtbladig växtart som beskrevs av Julian Alfred Steyermark. Nietneria paniculata ingår i släktet Nietneria och familjen myrliljeväxter. Inga underarter finns listade i Catalogue of Life.